# Санта Марија (Терни)
Санта Марија је насеље у Италији у округу Терни, региону Умбрија.
Према процени из 2011. у насељу је живело 662 становника. Насеље се налази на надморској висини од 259 м.